# Rima Flammarion

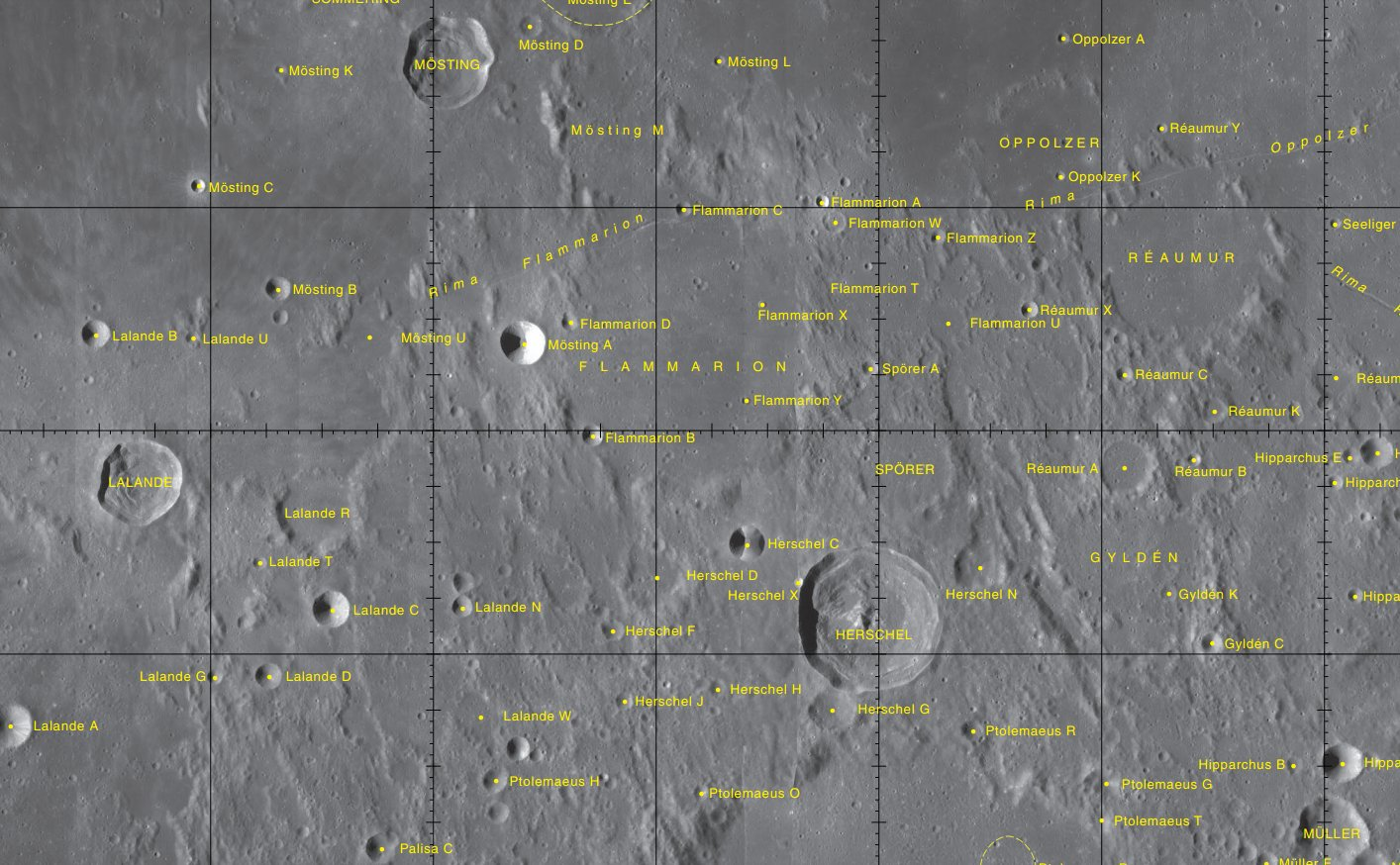
Mapa měsíčních kráterů

Rima Flammarion je měsíční brázda nacházející se na přivrácené straně Měsíce poblíž rovníku a zasahující do severní části kráteru Flammarion, podle něhož získala své jméno. Měří cca 80 km. Střední selenografické souřadnice jsou 2,4° J, 4,7° Z. Severně od brázdy Rima Flammarion se nachází měsíční plocha zvaná Sinus Medii (Záliv středu).